# Harald Samuelsen
Harald Samuelsen, född 10 maj 1881, död 5 oktober 1953, var en norsk skulptör.
Harald Samuelsen var son till läkaren Georg Olaf Samuelsen och Ragna Marie Kristine Torkildsen. Han studerade medicin i tre år och sedan till konstnär på Den kongelige Tegne- og Kunstskole 1902–1903. Han var lärling på Den Kongelige Mynt i Kongsberg under myntgrövören Ivar Throndsens (1853–1932), innan han efter ett par år slutligen beslöt sig för att bli skulptör och reste till Köpenhamn. Han utbildade sig på Académie Colarossi i Paris under Henri Gauquié (1858–1927) under vintrarna 1907–1910 samt Académie de la Grande Chaumière i Paris 1909–1910.
Han debuterade 1908 på Salon des Indépendants i Paris med bysten Digter. Han blev 1912 anställd som skulptör vid Trondheims domkyrkas skulpturverkstad, där han arbetade fram till 1930. Från 1919 var han också lärare i modellering vid Norges Tekniske Høyskole. 

## Offentliga verk i urval
- Bergmannen, brons, 1923, Norsk Bergverksmuseums park, Kongsberg
- Ladejarlen, brons, 1930, Trondheim. Statyn stod från början framför apoteket Ladejarlen i Trondheim. Den var bekostad av apotekaren Aasmund Laugsand. Statyn står idag i trädgården till Laugsand ålderdomshem bredvid det tidigare apoteket.[1]